# Phoenix (album)
 (septembre 2023).
La mise en forme du texte ne suit pas les recommandations de Wikipédia : il faut le « wikifier ».
Les points d'amélioration suivants sont les cas les plus fréquents. Le détail des points à revoir est peut-être précisé sur la page de discussion.
- Les titres sont pré-formatés par le logiciel. Ils ne sont ni en capitales, ni en gras.
- Le texte ne doit pas être écrit en capitales (les noms de famille non plus), ni en gras, ni en italique, ni en « petit »…
- Le gras n'est utilisé que pour surligner le titre de l'article dans l'introduction, une seule fois.
- L'italique est rarement utilisé : mots en langue étrangère, titres d'œuvres, noms de bateaux, etc.
- Les citations ne sont pas en italique mais en corps de texte normal. Elles sont entourées par des guillemets français : « et ».
- Les listes à puces sont à éviter, des paragraphes rédigés étant largement préférés. Les tableaux sont à réserver à la présentation de données structurées (résultats, etc.).
- Les appels de note de bas de page (petits chiffres en exposant, introduits par l'outil «  Source ») sont à placer entre la fin de phrase et le point final[comme ça].
- Les liens internes (vers d'autres articles de Wikipédia) sont à choisir avec parcimonie. Créez des liens vers des articles approfondissant le sujet. Les termes génériques sans rapport avec le sujet sont à éviter, ainsi que les répétitions de liens vers un même terme.
- Les liens externes sont à placer uniquement dans une section « Liens externes », à la fin de l'article. Ces liens sont à choisir avec parcimonie suivant les règles définies. Si un lien sert de source à l'article, son insertion dans le texte est à faire par les notes de bas de page.
- La présentation des références doit suivre les conventions bibliographiques. Il est recommandé d'utiliser les modèles {{Ouvrage}}, {{Chapitre}}, {{Article}}, {{Lien web}} et/ou {{Bibliographie}}. Le mode d'édition visuel peut mettre en forme automatiquement les références.
- Insérer une infobox (cadre d'informations à droite) n'est pas obligatoire pour parachever la mise en page.

Pour une aide détaillée, merci de consulter Aide:Wikification.
Si vous pensez que ces points ont été résolus, vous pouvez retirer ce bandeau et améliorer la mise en forme d'un autre article.
 (septembre 2023).
Albums de Charlotte Cardin
99 Nights
(2023)
Singles
1. Passive Aggresive
Sortie : 18 septembre 2020
2. Daddy
Sortie : 13 janvier 2021
3. Meaningless
Sortie : 12 février 2021

Phoenix est le premier album de la chanteuse pop canadienne Charlotte Cardin, sorti le 23 avril 2021 via Cult Nation.

## Contexte
Selon Cardin, la création de l'album a été marquée par un changement significatif par rapport à son processus habituel d'écriture de chansons. Alors qu'elle avait généralement écrit seule les chansons de ses précédents EP Big Boy et Main Girl, lorsqu'elle a commencé à écrire pour Phoenix, elle s'est sentie limitée par le blocage des écrivains et un manque de certitude sur ce qu'elle voulait exprimer dans son album. Elle a donc commencé à co-écrire avec Jason Brando, directeur de Cult Nation. L'album était en fait terminé et sa sortie était prévue pour 2020, mais a été retardée jusqu'en 2021 en raison de la pandémie de COVID-19 au Canada, au motif que « personne n'avait vraiment l'espace dans leur tête ni même l'espace médiatique pour parler de musique », comme que l'album aurait probablement été perdu et négligé s'il était sorti en 2020. Cependant, les singles Passive Aggressive et Daddy sont tous deux sortis en 2020, et Meaningless a suivi en 2021, avant la sortie de l'album complet.
Le morceau XOXO, un duo apparent entre Cardin et un chanteur masculin, a en fait été entièrement chanté par Cardin ; en raison d'une erreur de production, sa première prise de la chanson a été enregistrée à un ton trop aigu, mais Cardin et les producteurs ont décidé d'expérimenter en ajustant la bande, avant d'enregistrer une deuxième prise, et ont constaté qu'ils aimaient vraiment l'effet émouvant que la version atténuée a donnée à la chanson. Cardin a également enregistré plus tard une version française de "XOXO" pour la série Spotify Singles, en utilisant la même technique. Lors de l'interprétation de la chanson en concert, Cardin interprète uniquement le chant féminin en direct, le chant masculin étant préenregistré et « chanté » par une colombe animée sur un écran derrière elle.
Alors que la tournée de concerts est toujours impactée par la pandémie, l'album a été promu avec un concert diffusé en direct, intitulé The Phoenix Experience, le 29 avril 
En novembre 2021, Cardin a sorti une « édition de luxe » de l'album, comprenant plusieurs titres bonus supplémentaires qui ne figuraient pas sur la version originale.

## Performances commerciales
L'album a fait ses débuts au numéro un du classement des albums canadiens  et y est resté pendant deux semaines.

## Réception critique
Heather Taylor-Singh d'Exclaim! a fait l'éloge de l'album, écrivant que « Phoenix ressemble à un album pour la jeune femme moderne. À 26 ans, Cardin capture sans effort la nature compliquée d’essayer de comprendre qui elle est et ce qu’elle veut... Cardin est douée pour la préparation, chantant doucement ses insécurités et la façon dont ses anciens amants lui ont fait du mal, alors que les instrumentaux mijotent lentement. Mais quand le rythme baisse, on ne peut s'empêcher de hocher la tête et de danser sur des rythmes [...] comme sur « Passive Aggressive ». Avec des instrumentaux soigneusement construits, sa voix est puissante. »

## Titres
| 1.    | Phoenix               | 3:48 |
| 2.    | Passive Aggressive    | 3:10 |
| 3.    | Anyone Who Loves Me   | 3:57 |
| 4.    | Meaningless           | 3:38 |
| 5.    | Daddy                 | 2:50 |
| 6.    | Sex to Me             | 3:36 |
| 7.    | Good Girl             | 2:39 |
| 8.    | Sad Girl              | 3:16 |
| 9.    | XOXO                  | 3:47 |
| 10.   | Oceans                | 3:29 |
| 11.   | Sun Goes Down (Buddy) | 3:39 |
| 12.   | Romeo                 | 3:44 |
| 13.   | Je quitte             | 4:16 |
| 45:47 |                       |      |

| 14. | Scorpio Season                         | 3:05 |
| 15. | You Lie, You Die                       | 2:30 |
| 16. | Changing                               | 2:37 |
| 17. | Over Me                                | 2:16 |
| 18. | Passive Aggressive (Johnny Gold Remix) | 2:51 |
| 19. | C'est la vie                           | 2:43 |
| 20. | Phoenix (Reprise)                      | 3:39 |

## Récompenses
L'album a été sélectionné pour le Prix de musique Polaris 2021 et a remporté le prix Félix de l'album anglophone de l'année lors de la 43e édition des prix Félix. Cardin a également remporté les prix du concert anglophone de l'année pour The Phoenix Experience et de l'artiste le plus titré à l'extérieur du Québec.
L'album a remporté deux prix Juno aux prix Juno de 2022, pour l'« album de l'année » et l'« album pop de l'année ». Meaningless a remporté le prix du « single de l'année », Cardin a remporté celui de « l'artiste de l'année » et a été nommée pour « la vidéo de l'année ».